# أنتوني إدواردز (لاعب كرة سلة)
أنتوني إدواردز (بالإنجليزية: Anthony Edwards) هو لاعب كرة سلة أمريكي يلعب في مركز مدافع مسدد الهدف في نادي مينيسوتا تمبر ولفز.

## روابط خارجية
- أنتوني إدواردز على موقع إن بي أي (الإنجليزية)
- أنتوني إدواردز على موقع سبورتس رفرنس (الإنجليزية)
- أنتوني إدواردز على موقع كرة السلة الأوروبية.كوم (الإنجليزية)
- أنتوني إدواردز على موقع إي إس بي إن.كوم (الإنجليزية)
- أنتوني إدواردز على موقع كلية كرة السلة في سبورتس رفرنس.كوم (الإنجليزية)
- أنتوني إدواردز على موقع ريلجم (الإنجليزية)
- أنتوني إدواردز على موقع بروبوليرز (الإنجليزية)
- أنتوني إدواردز على موقع اللجنة الأولمبية الدولية (الإنجليزية)